# Liste der Kulturdenkmäler in Santa Coloma de Farners
Die Liste der Kulturdenkmäler in Santa Coloma de Farners führt alle im Inventari del Patrimoni Arquitectònic Català aufgeführten Kulturdenkmäler in Santa Coloma de Farners auf. Die mit BCIN gekennzeichneten Einträge sind als Bé Cultural d’Interès Nacional geschützt.
| Bild                                                                        | Bezeichnung                                                                 | Lage                                                           | Beschreibung | Bauzeit                    | Eingetragen seit | Denkmal- nummer       |
| --------------------------------------------------------------------------- | --------------------------------------------------------------------------- | -------------------------------------------------------------- | --- | -------------------------- | ---------------- | --------------------- |
| weitere Bilder                                                              | Església parroquial de Santa Coloma (Santa Coloma de Farners)               | Pl. Farners - pl. Bisbe Gotnar - c. Francesc Clascar Karte     | Pfarrkirche von Santa Coloma, Gotik                                                                                           | 10., 14. Jahrhundert       |                  | BCIL IPAC, PM         |
| Antic Casino (Santa Coloma de Farners)                                      | Antic Casino (Santa Coloma de Farners)                                      | C. Clavé, 19 - c. St. Joan, 1 Karte                            | Ehemaliges Casino, aktuell als Seniorentreff sowie vom Kulturkreis Santa Colomas Cercle Cultural Colomenc genutzt, Modernisme | (1903)                     |                  | BCIL IPAC, PM         |
| Can Barril (Santa Coloma de Farners)                                        | Can Barril (Santa Coloma de Farners)                                        | C. Jacint Verdaguer, 24 Karte                                  | Can Barril, Noucentisme | 19. Jahrhundert            |                  | IPAC, PM              |
| Can Gironès (Santa Coloma de Farners)                                       | Can Gironès (Santa Coloma de Farners)                                       | C. Prat, 16 Karte                                              | Can Gironès, oder Casa Gaspar Coll Viader, Eklektizismus                                                                      | 1904                       |                  | BCIL IPAC, PM         |
| Casa plurifamiliar (Santa Coloma de Farners)                                | Casa plurifamiliar (Santa Coloma de Farners)                                | C. Jacint Verdaguer, 14 Karte                                  | Mehrfamilienhaus, Eklektizismus                                                                                               | 19. Jahrhundert            |                  | IPAC, PM              |
| BW                                                                          | Can Massaguer (Santa Coloma de Farners)                                     | C. Major, 25 Karte                                             | Can Massaguer, Eklektizismus                                                                                                  | Ende des 19. Jahrhunderts  |                  | IPAC, PM              |
| Can Joan (Santa Coloma de Farners)                                          | Can Joan (Santa Coloma de Farners)                                          | C. Major, 14 Karte                                             | Can Joan, Eklektizismus | 19. Jahrhundert            |                  | IPAC, PM              |
| BW                                                                          | Ca la Pauleta (Santa Coloma de Farners)                                     | C. Pare Rodés, 43 Karte                                        | Ca la Pauleta, Traditionelle Architektur                                                                                      | 20. Jahrhundert            |                  | IPAC, PM              |
| Ca n'Aragó (Santa Coloma de Farners)                                        | Ca n'Aragó (Santa Coloma de Farners)                                        | C. Jacint Verdaguer, 26 Karte                                  | Ca n'Aragó, Modernisme, Architekt war Rafael Masó i Valentí                                                                   | 1903                       |                  | BCIL IPAC, PM         |
| Can Geronès (Santa Coloma de Farners)                                       | Can Geronès (Santa Coloma de Farners)                                       | C. Raval, 11 Karte                                             | Can Geronès, oder Can Riera, Modernisme                                                                                       | 20. Jahrhundert            |                  | BCIL IPAC, PM         |
| Habitatge al carrer de la Creu i carrer Raval, 25 (Santa Coloma de Farners) | Habitatge al carrer de la Creu i carrer Raval, 25 (Santa Coloma de Farners) | C. de la Creu - c. Raval, 25 Karte                             | Gebäude an der carrer de la Creu i carrer Raval, 25, Noucentisme                                                              | 20. Jahrhundert            |                  | IPAC, PM              |
| Can de Prat (Santa Coloma de Farners)                                       | Can de Prat (Santa Coloma de Farners)                                       | C. Raval, 26 Karte                                             | Can de Prat, oder Can Deprat, Modernisme, noucentisme                                                                         | 19. Jahrhundert            |                  | BCIL IPAC, PM         |
| weitere Bilder                                                              | Casa Bofill (Santa Coloma de Farners)                                       | C. Sant Sebastià, 4 Karte                                      | Casa Bofill, Historizismus | 1910                       |                  | BCIL IPAC, PM         |
| Plaça Farners (Santa Coloma de Farners)                                     | Plaça Farners (Santa Coloma de Farners)                                     | Pl. Farners Karte                                              | Plaça Farners, Traditionelle Architektur                                                                                      | 19. Jahrhundert XIX        |                  | IPAC, PM              |
| Cal Fabricant (Santa Coloma de Farners)                                     | Cal Fabricant (Santa Coloma de Farners)                                     | C. Pare Lluís Rodés, 10 Karte                                  | Cal Fabricant, Modernisme | 1914                       |                  | BCIL IPAC, PM         |
| Can Muxac (Santa Coloma de Farners)                                         | Can Muxac (Santa Coloma de Farners)                                         | C. Major, 19 Karte                                             | Can Muxac, oder Can Muixach, Modernisme                                                                                       | 20. Jahrhundert            |                  | IPAC, PM              |
| Can l'Ollé (Santa Coloma de Farners)                                        | Can l'Ollé (Santa Coloma de Farners)                                        | C. Major, 32 Karte                                             | Can l'Ollé, oder Ca n'Oller, Modernisme                                                                                       | 20. Jahrhundert            |                  | BCIL IPAC, PM         |
| BW                                                                          | Can Tomàs Barrera (Santa Coloma de Farners)                                 | C. Pare Rodés, 33 Karte                                        | Can Tomàs Barrera, oder Can Ribes, Ca l'Huix, Ca l'Uix, Modernisme                                                            | 1910                       |                  | BCIL IPAC, PM         |
| weitere Bilder                                                              | Sant Pere Cercada (Santa Coloma de Farners)                                 | Karte                                                          | Ehemaliges Augustinerkloster                                                                                                  | 12. Jahrhundert            |                  | IPAC, PM              |
| Can Gallart Vell (Santa Coloma de Farners)                                  | Can Gallart Vell (Santa Coloma de Farners)                                  | C. Can Gallart Karte                                           | Can Gallart Vell, oder Masia Restaurant Gallart, Traditionelle Architektur                                                    | 17. Jahrhundert            |                  | IPAC, PM              |
| BW                                                                          | Can Gallart Nou (Santa Coloma de Farners)                                   | C. Cam Gallart - c. Can Moragues Karte                         | Can Gallart Nou, Eklektizismus                                                                                                | 19., 20. Jahrhundert       |                  | IPAC, PM              |
| Can Forner (Santa Coloma de Farners)                                        | Can Forner (Santa Coloma de Farners)                                        | C. Sant Dalmau, 2 Karte                                        | Can Forner, oder Ca n'Alzina, Eklektizismus                                                                                   | 20. Jahrhundert            |                  | IPAC, PM              |
| Biblioteca Municipal Joan Vinyoli (Santa Coloma de Farners)                 | Biblioteca Municipal Joan Vinyoli (Santa Coloma de Farners)                 | Pg. Sant Salvador, 1 Karte                                     | Stadtbibliothek Joan Vinyoli, Rationalismus                                                                                   | 20. Jahrhundert            |                  | IPAC, PM              |
| BW                                                                          | Antic Hospital de Santa Coloma de Farners                                   | C. St. Sebastià, 91-93 Karte                                   | Altes Hospital de Santa Coloma de Farners, Traditionelle Architektur                                                          | 17. Jahrhundert            |                  | IPAC, PM              |
| Casa a la plaça Farners, 6-7 (Santa Coloma de Farners)                      | Casa a la plaça Farners, 6-7 (Santa Coloma de Farners)                      | Pl. Farners, 6-7 Karte                                         | Haus am Plaça Farners 6-7, Eklektizismus                                                                                      | 19. Jahrhundert            |                  | IPAC, PM              |
| Botiga Teules Tuyarro (Santa Coloma de Farners)                             | Botiga Teules Tuyarro (Santa Coloma de Farners)                             | C. Pare lluís Rodés, 6 Karte                                   | Botiga Teules Tuyarro, Modernisme                                                                                             | 19. Jahrhundert            |                  | IPAC, PM              |
| Casa al carrer Major, 21 (Santa Coloma de Farners)                          | Casa al carrer Major, 21 (Santa Coloma de Farners)                          | C. Major, 21 Karte                                             | Haus an der Carrer Major 21, Eklektizismus                                                                                    | 19. Jahrhundert            |                  | IPAC, PM              |
| Casa a la plaça Farners, 4-5 (Santa Coloma de Farners)                      | Casa a la plaça Farners, 4-5 (Santa Coloma de Farners)                      | Pl. Farners, 4-5 Karte                                         | Haus an der Plaça Farners 4-5, Noucentisme                                                                                    | 19. Jahrhundert            |                  | IPAC, PM              |
| BW                                                                          | Parc de Sant Salvador (Santa Coloma de Farners)                             | Karte                                                          | Park de Sant Salvador, Traditionelle Architektur                                                                              | 19. Jahrhundert            |                  | IPAC, PM              |
| Passeig de Sant Salvador (Santa Coloma de Farners)                          | Passeig de Sant Salvador (Santa Coloma de Farners)                          | Pg. de Sant Salvador Karte                                     | Passeig de Sant Salvador, Traditionelle Architektur                                                                           | 19. Jahrhundert            |                  | IPAC, PM              |
| Les Mersures (Santa Coloma de Farners)                                      | Les Mersures (Santa Coloma de Farners)                                      | Pl. Farners Karte                                              | Les Mersures, Noucentisme | 20. Jahrhundert            |                  | IPAC, PM              |
| BW                                                                          | Església de Sant Sebastià (Santa Coloma de Farners)                         | C. St. Sebastià 99 - pl. St. Sebastià Karte                    | Kirche Sant Sebastià, Traditionelle Architektur                                                                               | 19. Jahrhundert            |                  | IPAC, PM              |
| BW                                                                          | Escola-Llar d'Infants Tabalet (Santa Coloma de Farners)                     | C. Ave Maria, 7-11 - c. dels Clavells, 16 Karte                | Kindergarten und Schule Tabalet, oder Parvulari CEIP Sant Salvador d'Horta, Traditionelle Architektur                         | 19. Jahrhundert            |                  | IPAC, PM              |
| Collegi Públic Sant Salvador d'Horta (Santa Coloma de Farners)              | Collegi Públic Sant Salvador d'Horta (Santa Coloma de Farners)              | Ctra. de Sant Hilari, 1-3 Karte                                | Schule Sant Salvador d'Horta, Neues Bauen                                                                                     | 20. Jahrhundert            |                  | IPAC, PM              |
| Monestir de Sant Salvi de Cladells (Santa Coloma de Farners)                | Monestir de Sant Salvi de Cladells (Santa Coloma de Farners)                | Karte                                                          | Kloster Sant Salvi de Cladells, Traditionelle Architektur                                                                     | 18. Jahrhundert            |                  | IPAC, PM              |
| Fornícula amb Verge (Santa Coloma de Farners)                               | Fornícula amb Verge (Santa Coloma de Farners)                               | C. Verge Maria, 11 Karte                                       | Nische mit Jungfrauen-Statue, Barock                                                                                          | Mitte des 19. Jahrhunderts |                  | IPAC, PM              |
| Església de Sant Miquel de Cladells (Santa Coloma de Farners)               | Església de Sant Miquel de Cladells (Santa Coloma de Farners)               | Ausfahrt der l'Eix Transversal Karte                           | Kirche Sant Miquel de Cladells, Romanik                                                                                       | 12. Jahrhundert            |                  | IPAC, PM              |
| weitere Bilder                                                              | Castell de Farners (Santa Coloma de Farners)                                | Turó del Vent, Sant Pere Cercada Karte                         | Castell de Farners, Romanik                                                                                                   | 12. – 13. Jahrhundert      |                  | BCIN 1396-MH IPAC, PM |
| BW                                                                          | Capella de Sant Pere Petit (Santa Coloma de Farners)                        | A 2 km per la pista Sta. Coloma - St. Feliu de Buixalleu Karte | Kapelle Sant Pere Petit, Traditionelle Architektur                                                                            | 18. Jahrhundert            |                  | IPAC, PM              |
| BW                                                                          | Església de Sant Iscle i Santa Victòria Sauleda (Santa Coloma de Farners)   | Karte                                                          | Kirche Sant Iscle i Santa Victòria Sauleda, Romanik                                                                           | 11. Jahrhundert            |                  | IPAC, PM              |
| weitere Bilder                                                              | Santuari de la Mare de Déu de Farners (Santa Coloma de Farners)             | Karte                                                          | Santuari de la Mare de Déu de Farners, Romanik                                                                                | 13. Jahrhundert            |                  | IPAC, PM              |
| BW                                                                          | Can Llendric (Santa Coloma de Farners)                                      | Urbanització Sol Naixent Karte                                 | Can Llendric, Traditionelle Architektur                                                                                       | 17. Jahrhundert            |                  | IPAC, PM              |
| BW                                                                          | Can Rabassa (Santa Coloma de Farners)                                       | Karte                                                          | Can Rabassa, Traditionelle Architektur                                                                                        | 17., 19. Jahrhundert       |                  | IPAC, PM              |
| BW                                                                          | Pou de glaç de Castanyet (Santa Coloma de Farners)                          | Ctra. GIP-5511, entre el km 3 i 4 Karte                        | Eisbrunnen de Castanyet, Traditionelle Architektur                                                                            | 18. Jahrhundert            |                  | IPAC, PM              |
| BW                                                                          | Església de Sant Andreu de Castanyet (Santa Coloma de Farners)              | Karte                                                          | Kirche Sant Andreu de Castanyet, Romanik                                                                                      | 13., 17. Jahrhundert       |                  | IPAC, PM              |
| BW                                                                          | Forn del Verinal (Santa Coloma de Farners)                                  | Karte                                                          | Forn del Verinal, Traditionelle Architektur                                                                                   | 19. Jahrhundert            |                  | IPAC, PM              |
| BW                                                                          | Can Bellveí Vell (Santa Coloma de Farners)                                  | Karte                                                          | Can Bellveí Vell, Traditionelle Architektur                                                                                   | 16. Jahrhundert            |                  | IPAC, PM              |
| BW                                                                          | Can Boix (Santa Coloma de Farners)                                          | Karte                                                          | Can Boix, Traditionelle Architektur                                                                                           | 17. Jahrhundert            |                  | IPAC, PM              |
| BW                                                                          | Els Clopers (Santa Coloma de Farners)                                       | Karte                                                          | Els Clopers, Traditionelle Architektur                                                                                        | 18., 19. Jahrhundert       |                  | IPAC, PM              |
| BW                                                                          | Can Riera (Santa Coloma de Farners)                                         | Karte                                                          | Can Riera, | 19. Jahrhundert            |                  | IPAC, PM              |
| BW                                                                          | Balneari Termas Orion (Santa Coloma de Farners)                             | Karte                                                          | Badeanstalt Termas Orion, Neoklassizismus, Noucentisme                                                                        | 1860                       |                  | IPAC, PM              |
| BW                                                                          | Can Carós de la Tallada (Santa Coloma de Farners)                           | Karte                                                          | Can Carós de la Tallada, Traditionelle Architektur                                                                            | 18. Jahrhundert            |                  | IPAC, PM              |
| BW                                                                          | Can Moner (Santa Coloma de Farners)                                         | Karte                                                          | Can Moner, Traditionelle Architektur                                                                                          | 15., 17., 20. Jahrhundert  |                  | IPAC, PM              |
| BW                                                                          | Can Carós del Rech (Santa Coloma de Farners)                                | Can Carós del Rech, 6 Karte                                    | Can Carós del Rech, o Ca l'Animer, Traditionelle Architektur, späte Gotik                                                     | 16., 20. Jahrhundert       |                  | IPAC, PM              |
| BW                                                                          | Ca l'Oliveres (Santa Coloma de Farners)                                     | Urbanització Can Ferragut Karte                                | Ca l'Oliveres, Traditionelle Architektur                                                                                      | 18. Jahrhundert XVIII      |                  | IPAC, PM              |
| BW                                                                          | Casa Xifra (Santa Coloma de Farners)                                        | Karte                                                          | Casa Xifra, oder Land- und Forstwirtschaftliche Schule, Historizismus                                                         | 20. Jahrhundert            |                  | IPAC, PM              |
| BW                                                                          | Casa Simon (Santa Coloma de Farners)                                        | Darrera del polígon industrial Karte                           | Casa Simon, Traditionelle Architektur                                                                                         | 16., 20. Jahrhundert       |                  | IPAC, PM              |
| BW                                                                          | Xemeneia (Santa Coloma de Farners)                                          | Karte                                                          | Xemeneia, Traditionelle Architektur                                                                                           |                            |                  | IPAC, PM              |
| BW                                                                          | Pou de glaç de Can Parareda (Santa Coloma de Farners)                       | Prop de Can Cuca Karte                                         | Eisbrunnen de Can Parareda, Traditionelle Architektur                                                                         | 18. Jahrhundert            |                  | IPAC, PM              |
| BW                                                                          | Mas Solà (Santa Coloma de Farners)                                          | Karte                                                          | Mas Solà, Traditionelle Architektur, späte Gotik                                                                              | 16., 20. Jahrhundert       |                  | IPAC, PM              |
| BW                                                                          | Ermita de Sant Marçal (Santa Coloma de Farners)                             | Karte                                                          | Einsiedelei de Sant Marçal, Traditionelle Architektur                                                                         | 18. Jahrhundert XVIII      |                  | IPAC, PM              |
| BW                                                                          | Can Llorell (Santa Coloma de Farners)                                       | Karte                                                          | Can Llorell, o el Llorel, Can Lloret, Traditionelle Architektur, späte Gotik                                                  | 16. Jahrhundert            |                  | IPAC, PM              |
| BW                                                                          | Can Castanyer (Santa Coloma de Farners)                                     | Karte                                                          | Can Castanyer, Traditionelle Architektur, Gotik tardà                                                                         | 14. Jahrhundert            |                  | IPAC, PM              |
| BW                                                                          | Ca l'Oller de Vallors (Santa Coloma de Farners)                             | Karte                                                          | Ca l'Oller de Vallors, Traditionelle Architektur                                                                              | 15., 19. Jahrhundert       |                  | IPAC, PM              |
| BW                                                                          | Can Vilar (Santa Coloma de Farners)                                         | Karte                                                          | Can Vilar, Traditionelle Architektur                                                                                          | 15. Jahrhundert            |                  | IPAC, PM              |
| BW                                                                          | Molí del Bagís (Santa Coloma de Farners)                                    | Karte                                                          | Mühle del Bagís, Traditionelle Architektur                                                                                    | 19. Jahrhundert            |                  | IPAC, PM              |
| BW                                                                          | Fàbrica - xemeneia (Santa Coloma de Farners)                                | Ctra. Sta. Coloma - Castanyet, km 0.5 Karte                    | Fabrik-Schornstein, Traditionelle Architektur                                                                                 | 19. Jahrhundert            |                  | IPAC, PM              |
| Escorxador Municipal (Santa Coloma de Farners)                              | Escorxador Municipal (Santa Coloma de Farners)                              | Ctra. de Sta. Coloma - St. Hilari, km 0 Karte                  | Kommunaler Schlachthof, Traditionelle Architektur                                                                             | 20. Jahrhundert            |                  | IPAC, PM              |
| BW                                                                          | Cementiri de Santa Coloma de Farners                                        | C. del Castanyet Karte                                         | Friedhof von Santa Coloma de Farners, Neoklassizismus                                                                         | 19. Jahrhundert            |                  | IPAC, PM              |
| BW                                                                          | El Bagís (Santa Coloma de Farners)                                          | Karte                                                          | El Bagís, Traditionelle Architektur                                                                                           | 17. Jahrhundert            |                  | IPAC, PM              |
| BW                                                                          | Mas Albó (Santa Coloma de Farners)                                          | Karte                                                          | Mas Albó, Traditionelle Architektur                                                                                           | 14. Jahrhundert            |                  | IPAC, PM              |
| BW                                                                          | Can Toni Mola (Santa Coloma de Farners)                                     | Karte                                                          | Can Toni Mola, | 1905                       |                  | IPAC, PM              |
| BW                                                                          | Can Prats (Santa Coloma de Farners)                                         | Karte                                                          | Can Prats, oder Can Prats de Castanyet, Traditionelle Architektur                                                             | 15. Jahrhundert            |                  | IPAC, PM              |
| BW                                                                          | Mas Gubao (Santa Coloma de Farners)                                         | Karte                                                          | Mas Gubao, oder el Gubau, Can Gobau, Traditionelle Architektur                                                                | 18. Jahrhundert            |                  | IPAC, PM              |
| BW                                                                          | Mas el Taverner (Santa Coloma de Farners)                                   | Karte                                                          | Mas el Taverner, Traditionelle Architektur                                                                                    | 19., 20. Jahrhundert       |                  | IPAC, PM              |
| BW                                                                          | La Fradera (Santa Coloma de Farners)                                        | Karte                                                          | La Fradera, Traditionelle Architektur                                                                                         | 16., 20. Jahrhundert       |                  | IPAC, PM              |
| Can Masseguer (Santa Coloma de Farners)                                     | Can Masseguer (Santa Coloma de Farners)                                     | Karte                                                          | Can Masseguer, Eklektizismus                                                                                                  | 19. Jahrhundert            |                  | IPAC, PM              |
| BW                                                                          | Can Planes Vell (Santa Coloma de Farners)                                   | Karte                                                          | Can Planes Vell, Traditionelle Architektur, Gotik tardà                                                                       | 15. Jahrhundert            |                  | IPAC, PM              |

## Erläuterungen
Mas bedeutet Landhaus oder Villa. Es wird entweder einer Lagebezeichnung oder einem Besitzernamen vorangestellt und ist als Eigenname nicht mit übersetzt. Can bedeutet so viel wie ‚bei‘ und wird einem Besitzernamen vorangestellt und ist als Eigenname nicht mit übersetzt